# Andreas Gerhard
Andreas Gerhard (auch Gerhardi oder Gerhardt; * 29. September 1580 in Radenburg oder Quedlinburg; † 17. September 1623 in Arnstadt) war ein deutscher Jurist und Kanzler.

## Leben
Gerhard war Sohn des Ratsherrn Bartholomäus Gerhard aus Quedlinburg. Seine Ausbildung ist weitgehend unbekannt. Am 24. Februar 1606 wurde er an der Universität Jena zum Doktor der Rechte promoviert. Er war zunächst einige Zeit Beisitzer des Schöppenstuhls zu Leipzig, dann ordentliches Mitglied jenes zu Coburg.
Gerhard wurde 1606 in Weimar zum Hofrat ernannt, 1616 diente er als Hofrat unter Graf Karl Günther von Schwarzburg-Rudolstadt in Rudolstadt, bevor er 1621 unter dem Grafen Johann Günther II. von Schwarzburg-Sondershausen Kanzler in Arnstadt wurde. In Arnstadt soll er sich durch Stiftungen auch um die Arnstädter Schule verdient gemacht haben. Er war mit der Tochter des Rhetorikers Johannes Zölner verheiratet.
Gerhard wurde in der Oberkirche von Arnstadt beigesetzt.
Der Theologe Johann Gerhard war sein Bruder, die Theologe Johann Ernst Gerhard der Ältere und Johann Andreas Quenstedt seine Neffen.

## Werke (Auswahl)
- Semicenturia Positionum De Nvptiis, Steinmann, Jena 1603.
- Collegii Testamentarii Publici Disputatio VII. De Iure Accrescendi, Lippold, Jena, 1608.
- De Testamentis Disputationes Undecim, Lippold 16011.
- Exercitationes Justinianeae, 3. Auflage, Rauchmaul, Jena 1615.